# پل اشنایدر (هنرپیشه)
پائول اشنایدر (انگلیسی: Paul Schneider؛ زادهٔ ۱۶ مارس ۱۹۷۶) یک هنرپیشه اهل ایالات متحده آمریکا است.
از فیلم‌ها یا برنامه‌های تلویزیونی که وی در آن نقش داشته‌است می‌توان به ترور جسی جیمز به وسیله رابرت فورد بزدل، آب برای فیل‌ها، گل‌های جنگ، لارس و دختر واقعی، خانواده استون، همه دختران واقعی، خداحافظی با همه آن چیزها و دختر اشاره کرد.